# 埃文斯蘭丁 (印地安納州)
埃文斯蘭丁（英語：Evans Landing）是位於美國印地安納州哈里森縣的一個非建制地區。該地的面積和人口皆未知。